# Sosigene il Peripatetico
Sosigene (in greco antico: Σωσιγένης?, Sōsighénēs; fl. II secolo) è stato un filosofo e astronomo greco antico, aristotelico vissuto nel II secolo d.C. talora confuso con l'astronomo Sosigene di Alessandria.

## Biografia
Sosigene, indicato come peripatetico da Proclo e Dexippo, fu maestro di Alessandro d'Afrodisia che nei suoi commentari di Aristotele ne cita il pensiero.
Sosigene si pose come esercizio dialettico opponendo una tesi alla contraria considerata di uguale valore di sostenibilità  senza schierarsi per una posizione precisa, il dibattuto problema se per categorie Aristotele significasse cose reali, concetti o semplici nomi. In un commento agli Analitici primi Sosigene tratta di un particolare problema riguardante i sillogismi modali misti ribadendo la dottrina del maestro.
Nello scritto Sulle sfere dei pianeti Sosigene critica sia le tesi aristoteliche sia le più recenti ipotesi astronomiche cercando di mediare tra le diverse dottrine per non violare l'ortodossia aristotelica: un intento perseguito anche nell'opera Sulla vista.